# Хейтер, Джордж
Джордж Хе́йтер (англ. George Hayter; 17 декабря 1792, Лондон — 18 января 1871, там же) — английский художник, работал в области портретной и исторической живописи. Сын миниатюриста Чарльза Хейтера. Благодаря своим заслугам перед короной, был назначен королевой Викторией на пост главного придворного художника и был посвящён в рыцари в 1841 году.

## Биография
Первые уроки получил от отца. В 1808 году поступил в школу Королевской Академии художеств. Был учеником Иоганна Генриха Фюссли. В 1816 году отправился в Италию, где обучался в мастерской Антонио Кановы. Вернувшись в Лондон в 1818 году, Хейтер работал художником-портретистом.

## Галерея

Работы Хейтера, хранящиеся в Эрмитаже
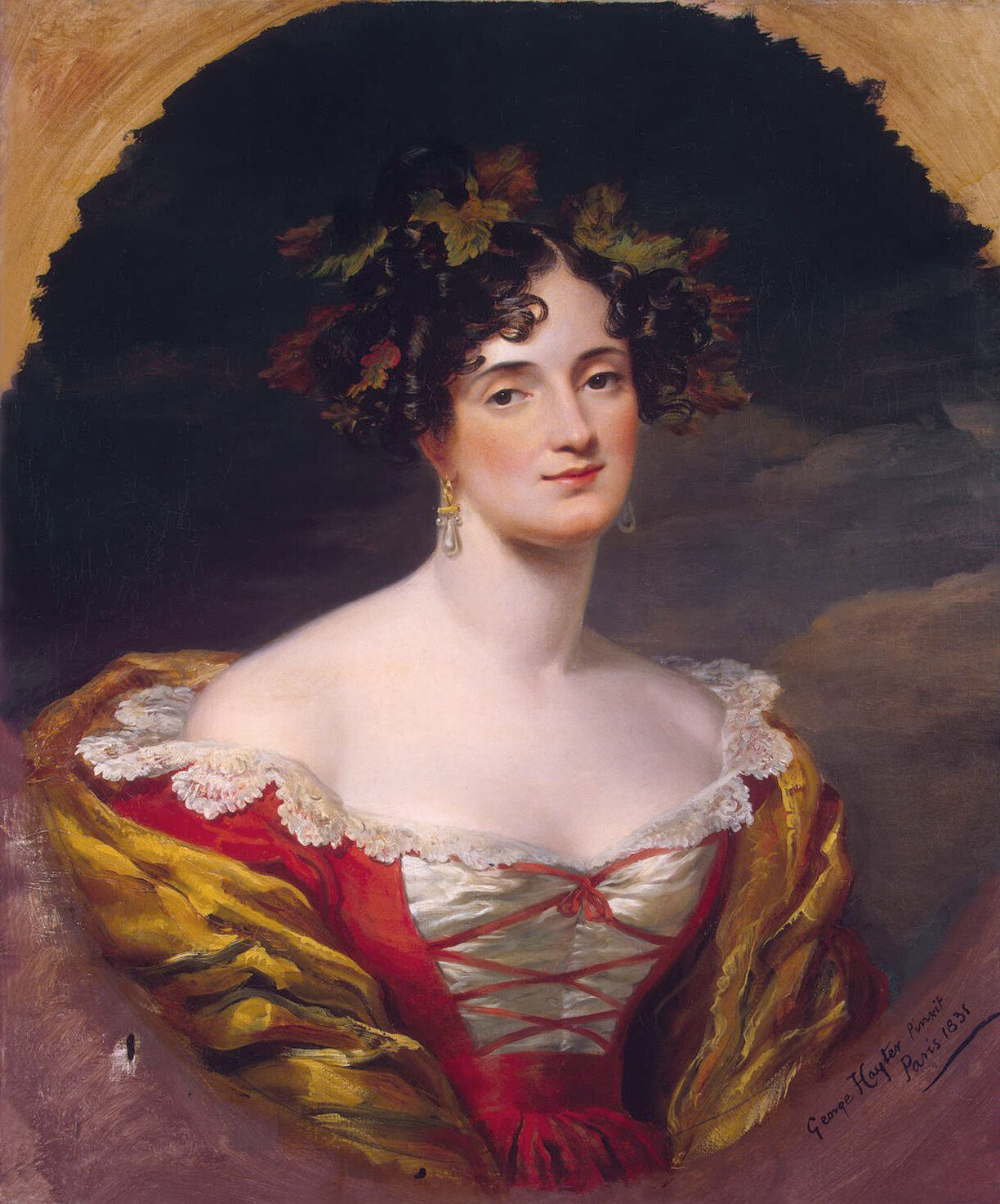
Портрет Софии Станиславовны Киселевой. Великобритания, 1831 год.
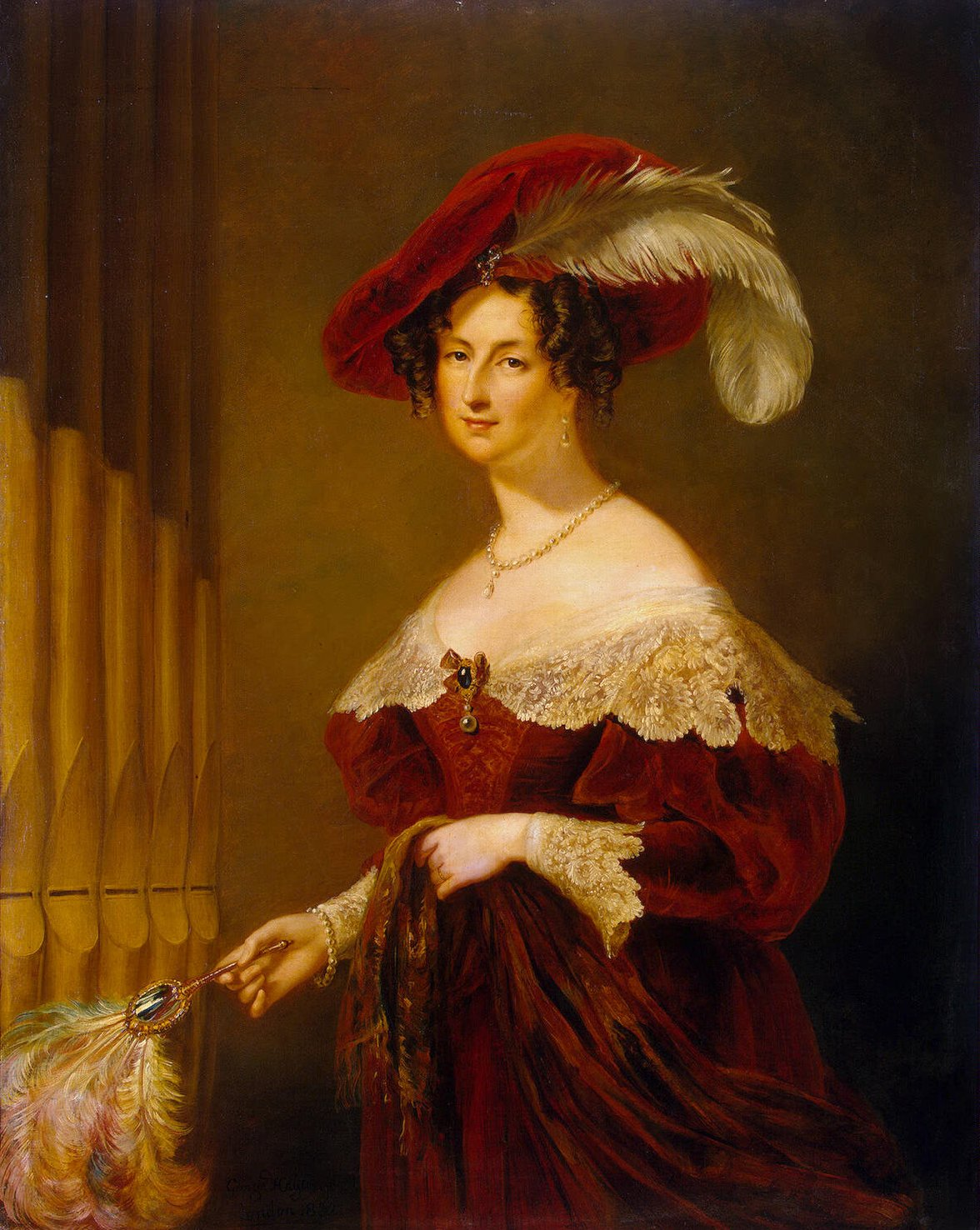
Портрет Елизаветы Ксаверьевны Воронцовой. Великобритания, 1832 год.

Работы Хейтера, хранящиеся в Королевской коллекции
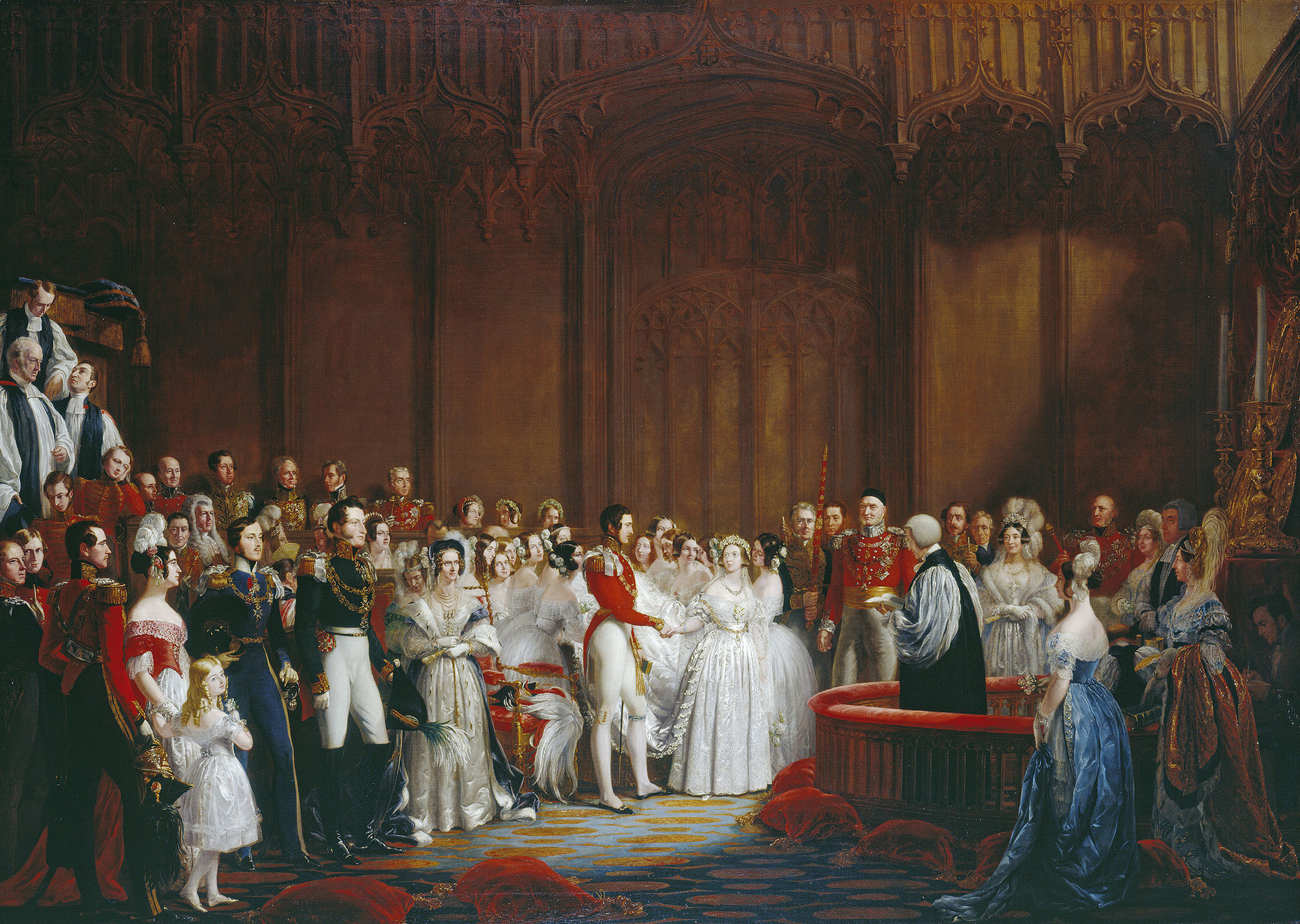
Женитьба королевы Виктории. Великобритания, 1842 год.
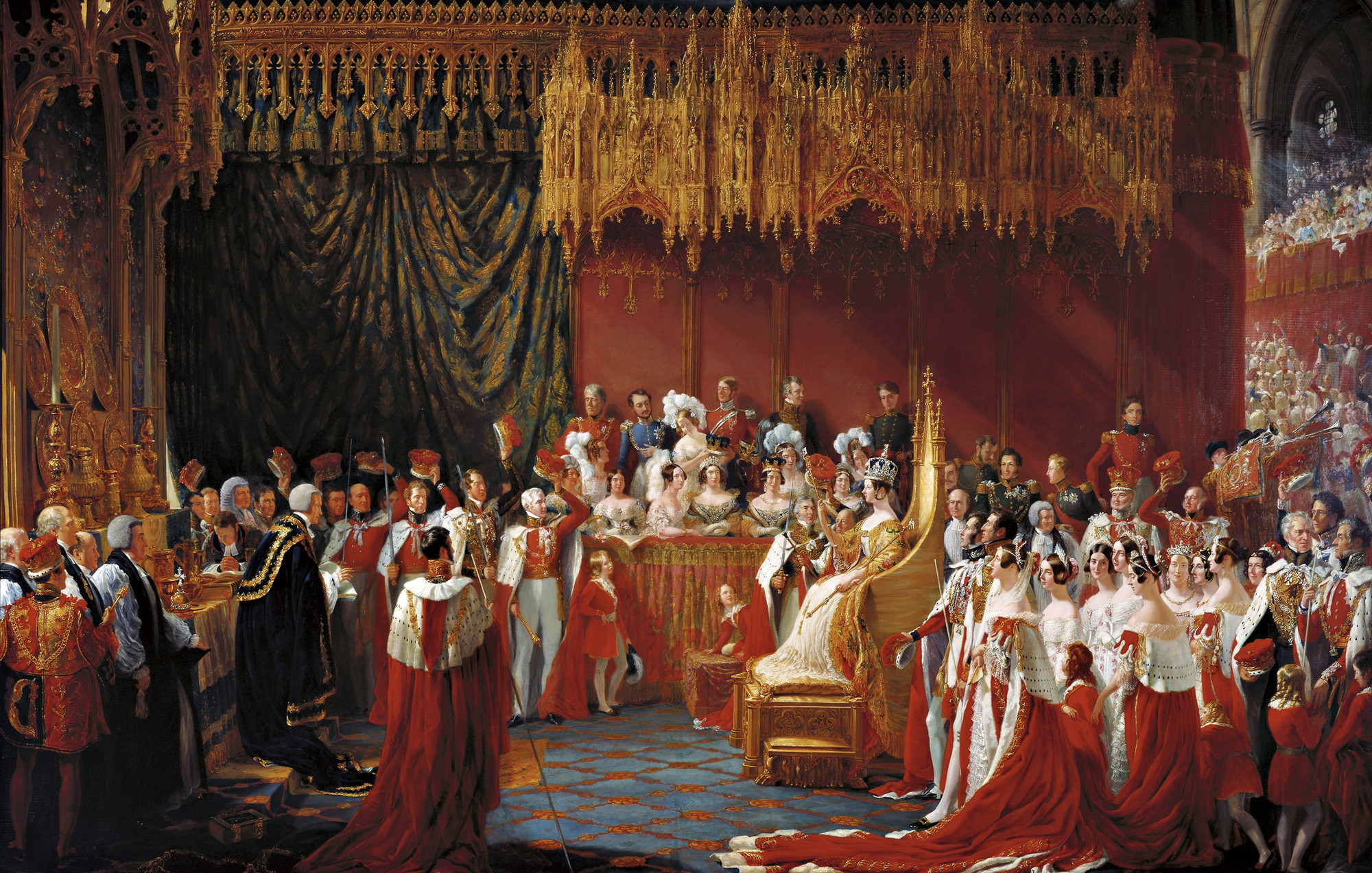
Коронация королевы Виктории. Великобритания, 1839 год.